# 임방언
임방언(任邦彦, 1978년 4월 25일~)은 대한민국의 배드민턴 선수 출신 배드민턴 지도자로, 2002년 아시안 게임에 남자단체전에서 금메달을 획득했다.